# Drosophila hansonioides
Drosophila hansonioides är en tvåvingeart som beskrevs av Pipkin 1966. Drosophila hansonioides ingår i släktet Drosophila och familjen daggflugor.
Artens utbredningsområde är Colombia.